# Cratere Cline
Cline  è un cratere sulla superficie di Venere. Deve il suo nome a Patsy Cline, cantante e compositrice statunitense del primo '900.